# Trametes violacea
Trametes violacea är en svampart som beskrevs av Lloyd 1915. Trametes violacea ingår i släktet Trametes och familjen Polyporaceae.   Inga underarter finns listade i Catalogue of Life.